# Jagodje
Jagodje (italijansko Valleggia) je naselje z okoli 2.200 prebivalci v Slovenski Istri, ki upravno spada pod Občino Izola. Nahajajo se na zahodnem obrobju Izole, s katero tvori sklenjeno urbano celoto. 
Naselje se nahaja na območju, kjer avtohtono živijo pripadniki italijanske narodne skupnosti in kjer je poleg slovenščine uradni jezik tudi italijanščina.
Ime naselja izhaja iz leta 1959, ko je bilo uporabljeno za domačije, raztresene po območju, ki sega od Simonovega zaliva na pobočja šavrinskega gričevja, proti vrhu Malijskega hriba (278 mnm), najvišje točke izolske občine.

## Opis
Jedro urbaniziranega naselja je na pobočju nad Simonovim zalivom, kjer je po letu 1971 zrasla večja soseska hiš in stanovanjskih blokov, število prebivalcev pa se je do leta 1991 petkrat povečalo. Južno od naselja so obsežni sadovnjaki in vinogradi.

### Zaselki
V naselje so bili vključeni zaselki Kane, Kanola, Kažanova, Kostrlag, Lavore, Liminjan in Loret.

## Znamenitosti
- v zaselku Loret, ob cesti, ki povezuje Koper s Strunjanom, stoji na vrhu slemena podružnična cerkev Loretske matere Božje, zgrajena leta 1633.
- ob cesti, ki preko razgledišča Belveder poteka v Izolo, je zasajen spomeniško zavarovan drevored pinij.